# Річард О'Коннор (футболіст)
Річард О'Коннор (англ. Richard O'Connor, нар. 30 серпня 1978) — англійський та ангільський футболіст, який грав на позиції нападника. Відомий за виступами у складі збірної Ангільї з футболу, у складі якої є одним із найкращих бомбардирів — 5 забитих м'ячів.

## Футбольна кар'єра
Річард О'Коннор народився у Великому Лондоні, та розпочав займатися футболм у школі футбольного клубу «Вімблдон». На дорослому рівні з 1999 до 2006 року він грав у складі низки нижчолігових англійських клубів, зокрема «Кінгстоніан», «Лезергед», «Гемптон енд Річмонд Боро», «Мейденгед Юнайтед» та «Горнчерч», у 2006 році завершив виступи на футбольних полях.
На міжнародному рівні Річард О'Коннор вирішив захищати кольори батьківщини своїх предків — Ангільї. З 2000 до 2006 року він зіграв 5 матчів у складі збірної Ангільї з футболу, у складі якої відзначився 5 забитими м'ячами, що робить його одним із найкращих бомбардирів збірної за всю її історію.